# Джордж Майкл
Джордж Майкл (англ. George Michael), справжнє ім'я Йоргос-Киріакос Панайоту (грец. Γιώργος-Κυριάκος Παναγιώτου, 25 червня 1963, Лондон — 25 грудня 2016, Оксфордшир) — популярний англійський співак, автор пісень, продюсер та володар двох премій Греммі. Відомий як провідна творча сила у виробництві музики, написанні пісень, вокальному виконанні та візуальній презентації,  його вважають одним з найбільших артистів епохи MTV та іконою масової поп-культури.

## Життєпис
Народився у Фінчлі, північному передмісті Лондона в родині грека-кіпріота (народився в селі Патрікі) й англійської єврейки. Його музична кар'єра почалася 1981 року, коли він разом зі своїм шкільним другом Ендрю Ріджлі створив групу «The Executives». Група не змогла досягти успіху, і тоді Майкл і Ріджлі створили дует «Wham!». Вони обрали сценічний образ багатих гульвіс, які сповідують гедоністичний спосіб життя, що було продемонстровано у відеокліпах на дебютні сингли Wham Rap! (Enjoy What You Do) та Young Guns (Go For It). Попри величезний комерційний успіх пісень Wake Me Up Before You Go Go і Last Christmas, 1985 року група розпалася. Останні сингли «Wham!» Careless Whisper та A Different Corner фактично були виконані Джорджем Майклом.

### Сольна кар'єра
Після розпаду «Wham!» співак заявив, що має намір почати сольну кар'єру і писати серйознішу, дорослу музику. Випущена ще під маркою «Wham!» життєствердна пісня Freedom привернула загальну увагу до Майкла як до одного із найталановитіших і модних співаків свого покоління. Шанувальники з нетерпінням чекали на вихід першого сольного альбому свого кумира. Цей альбом під назвою «Faith» надійшов до музичних крамниць 30 жовтня 1987 року. На хвилі гучного успіху, викликаного виходом платівки (на якій переважали композиції в стилі фанк), було реалізовано понад 16 мільйонів її копій, причому за підсумками року журнал «Білборд» назвав її найприбутковішим диском у США.
Другий альбом «Listen Without Prejudice, Vol. 1» приніс Майклу ще два хіти: Freedom 90 і Praying For Time, але в цілому, у порівнянні з «Faith», був комерційно набагато менш успішним. Джордж Майкл звинуватив рекорд-лейбл «Sony» в тому, що він вкладає недостатньо коштів у промоушн альбому, що призвело до судового розгляду між співаком і «Sony», який Майкл програв. Тоді співак відмовився випускати альбоми до того часу, поки не закінчиться його контракт із «Sony». Під час довгої перерви між альбомами співак випускає сингл Too Funky, що увійшов до збірки «Red Hot And Dance», і дует Не Let The Sun Go Down On Me з Елтоном Джоном, а також бере участь у концерті «Queen», присвяченому пам'яті Фредді Мерк'юрі.
1996 року в співпраці із «Virgin Records» вийшов третій сольний альбом Майкла «Older», який користувався більшим успіхом в Європі, ніж у США (де епоха популярності Майкла вже минула). До першого місця у Великій Британії дісталися такі хіти, як Jesus to a Child і Fastlove. 1998 року Майкл був затриманий поліцією в публічному туалеті з іншим чоловіком. Співак був змушений визнати свою гомосексуальну орієнтацію, що спочатку жодним чином не позначилося на цифрах продажу його записів. Того ж року вийшла збірка найкращих хітів «Ladies And Gentlemen: The Best of George Michael», яка містила нову пісню Outside на тему його вимушеного камінг-ауту. 1999 року Майкл випустив альбом кавер-версій своїх улюблених пісень «Songs From The Last Century».
2003 року Джордж Майкл спробував повернути колишню популярність, випустивши перший за п'ять років сингл Freeek!, який супроводжувався дорогим відеокліпом. Ці вкладення не виправдалися, оскільки сингл не досяг першого місця навіть у рідній країні. наступний альбом «Patience» дебютував у Великій Британії на першому місці. З нього була випущена синглом політична композиція Shoot The Dog — сатира на Джорджа Буша-молодшого і Тоні Блера, яких Майкл звинуватив у розв'язанні війни в Іраку. 2006 року на MTV відбулася прем'єра відео на нову пісню An Easier Affair.
2005 року на міжнародному кінофестивалі в Берліні відбулася прем'єра документального фільму «George Michael: A Different Story», до якого співак написав сценарій. 11 листопада 2006 вийшов альбом найкращих хітів «Twenty Five», присвячений 25-річчю творчої діяльності співака. Крім цього вперше за 15 років Джордж Майкл вирушив у світове турне, в рамках якого він уперше дав концерти в Москві (5 і 6 липня 2007 року) та Києві (9 липня 2007 року). 2008 року співак дебютував як актор у телесеріалі каналу «АВС» «Елай Стоун».

### Смерть
Джорж Майкл помер 25 грудня 2016 року на 54-му році життя в себе вдома (графство Оксфордшир, село Горін-на-Темзі, розташоване на північний захід від британської столиці). Лікарі швидкої допомоги зафіксували смерть співака о 13:42 за британським часом у неділю. Про саму смерть повідомив агент співака: «З великим смутком ми підтверджуємо, що наш дорогий син, брат і друг Джордж Майкл мирно помер у себе вдома під час різдвяних свят». Британська поліція 30 грудня 2016 року заявила, що причини смерті співака Джорджа Майкла після розтину залишаються невідомими. «Причина смерті не з'ясована, тож тепер мають бути проведені додаткові експертизи. Їх результати навряд чи стануть відомими ще кілька тижнів», — процитувало агентство Reuters повідомлення поліції. Британські правоохоронці назвали смерть зірки «непоясненною, але не підозрілою». Менеджер співака Майкл Ліппман повідомив, що Джордж Майкл помер від серцевої недостатності.

## Дискографія
Студійні альбоми
- 1987: Faith
- 1990: Listen Without Prejudice, Vol. 1
- 1996: Older
- 1999: Songs from the Last Century
- 2004: Patience

Компіляції
- 1998: Ladies & Gentlemen: The Best of George Michael
- 2006: Twenty Five

Альбоми наживо
- 1993: Five Live
- 2014: Symphonica